# Epiplatys chaperi
Epiplatys chaperi es una especie de pez de la familia de los aplocheílidos en el orden de los ciprinodontiformes.

## Morfología
Los machos pueden alcanzar los 6 cm de longitud total.

## Distribución geográfica
Se encuentran en África: Costa de Marfil, Togo y Ghana.

## Subespecies
Se reconocen dos subespecies válidas en este género:
- Epiplatys chaperi chaperi (Sauvage, 1882)
- Epiplatys chaperi sheljzhkoi (Poll, 1953)